# Ankerst
Ankerst je priimek v Sloveniji, ki ga je po podatkih Statističnega urada Republike Slovenije na dan 1. januarja 2010 uporabljalo 23 oseb in je med vsemi priimki po pogostosti uporabe uvrščen na 12.060. mesto.

## Znani nosilci priimka
- Jaka Ankerst (*1989), hokejist
- Milka Ljiljak Ankerst (*1942), šahistka
- Marjan Ankerst, šahist